# Метання молота
Метання молота — легкоатлетична дисципліна, яка полягає в метанні спеціального спортивного снаряда — молота — на дальність. Вимагає від спортсменів сили й координації рухів. Проводиться в літній сезон на відкритих стадіонах. Належить до технічних видів легкоатлетичної програми. Метання молота — олімпійська дисципліна легкої атлетики (у чоловіків — з 1900 року, у жінок — з 2000 року).

## Інвентар
Метальний молот — снаряд для кидання. Складається з металевого ядра з тросом та ручкою, що кріпиться на кінці троса для того, щоби спортсмен міг тримати снаряд руками. Довжина молота в чоловіків — 117—121,5 см, вага — 7,265 кг (= 16 фунтів). У жінок довжина 116—119,5 см, вага — 4 кг. Вага метального молота дорівнює вазі ядра. Перед метанням спортсмен проводить розминку, виконує технічні вправи, розігріває м'язи. Після розминки учасник змагань заходить у метальний круг, загороджений високою міцною сіткою.

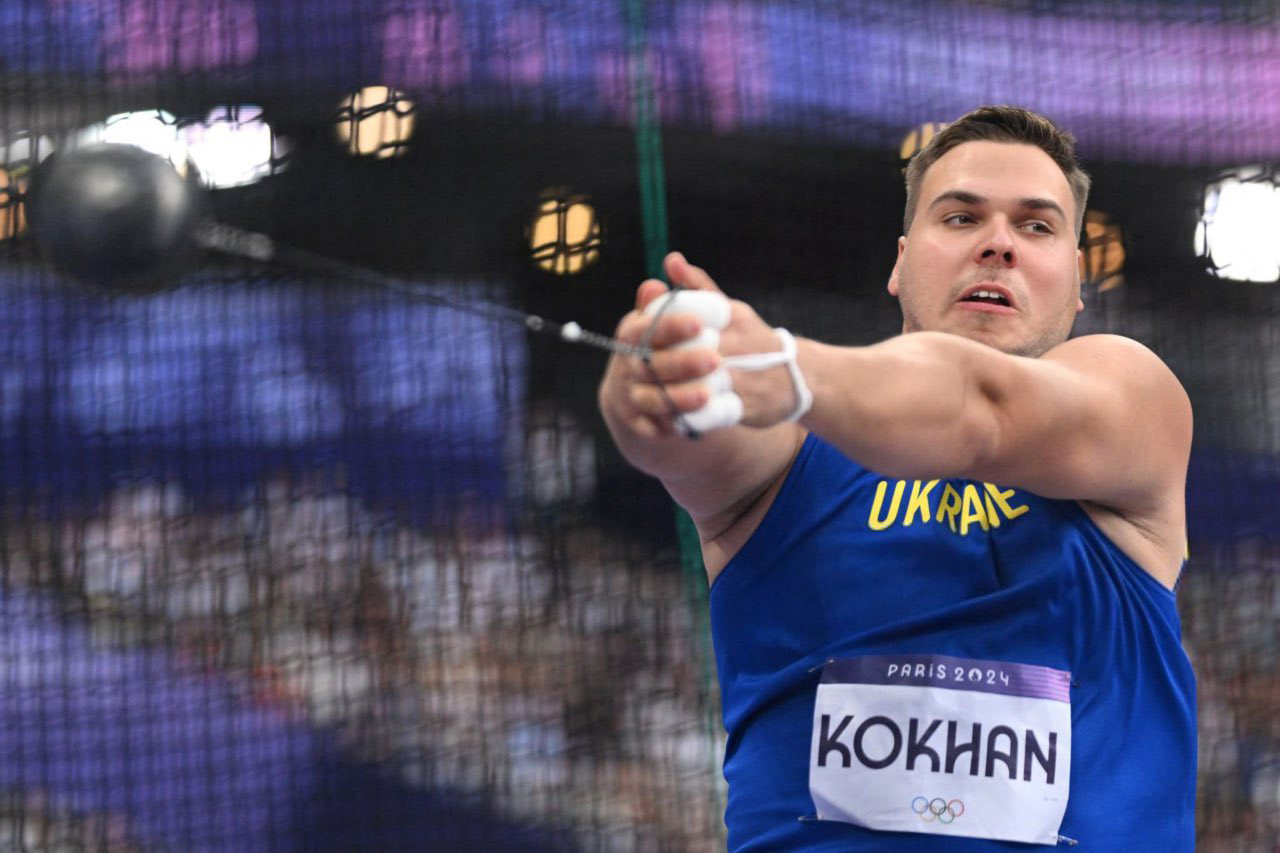
Михайло Кохан – український легкоатлет та бронзовий призер Літніх Олімпійських ігор 2024 під час метання молота

Проте сітка відсутня у місці, де молот вилітатиме в сектор. З роками ширина сектора стає все меншою у зв'язку з потенційною небезпекою, яку становить цей вид спорту для глядачів і суддів, а також для інших спортсменів.
Під час змагань учасники заходять у сектор по черзі, виконуючи певну кількість спроб, що залежить від виду змагань та від їх етапу. Це може бути 3, 4 або 6 спроб.

Зазвичай спортсмен виконує 3 попередні розкручування (рухи по колу руками) і наступні 4 кола, рухаючись на одній нозі навколо своєї осі. У період проходження кожного кола спортсмен ставить іншу ногу на землю, відштовхуючись від поверхні й таким чином швидкість обертання з кожним колом зростає, як і умовна вага молота, яка збільшується через відцентрову силу. На останньому колі учасник виконує фінал спроби, додаючи ще більших зусиль і метає молот у сектор. Спроба буде зарахована тільки тоді, коли снаряд впаде в зону сектора, а спортсмен вийде з круга після падіння снаряду, не заступивши за метальний круг і вийшовши із задньої частини круга.

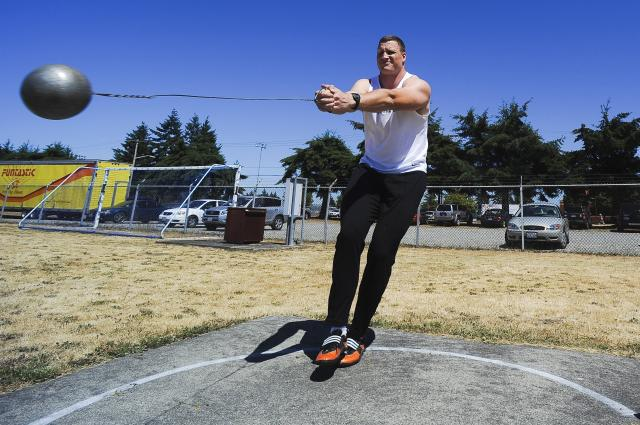
Спортсмен метає молот.

Рекорд з цього виду спорту серед чоловіків був встановлений радянським спортсменом Юрієм Сєдих 30 серпня 1986 року на чемпіонаті Європи в Штутгарті. Рекорд становить 86,74 м і лишається досі непобитим.

Відомими спортсменами з метання молота є: Юрій Сєдих, Іван Тихон, Вадим Дев'ятовський, Сергій Литвінов, Примож Козмус, Олександр Крикун, Крістіан Парш, Андрій Скварук, Алі Мохамед Аль-Занкаві та інші. Найвідоміші тренери: Анатолій Бондарчук, Володимир Гуділін.

## Чільна десятка метальників усіх часів

### Чоловіки
Станом на липень 2021
| Місце | Відстань | Спортсмен           | Країна   | Дата            | Місце            |
| ----- | -------- | ------------------- | -------- | --------------- | ---------------- |
| 1.    | 86,74    | Юрій Сєдих          | СРСР     | 30 серпня 1986  | Штутгарт         |
| 2.    | 86,04    | Сергій Литвинов     | СРСР     | 03 липня 1986   | Дрезден          |
| 3.    | 84,90    | Вадим Дев'ятовський | Білорусь | 21 липня 2005   | Мінськ           |
| 4.    | 84,86    | Мурофусі Кодзі      | Японія   | 29 червня 2003  | Прага            |
| 5.    | 84,62    | Ігор Астапкович     | Білорусь | 06 червня 1992  | Севілья          |
| 6.    | 84,51    | Іван Тихон          | Білорусь | 09 липня 2008   | Гродно           |
| 7.    | 84,48    | Ігор Нікулін        | СРСР     | 12 липня 1990   | Лозанна          |
| 8.    | 84,40    | Юрій Тамм           | СРСР     | 09 вересня 1984 | Банська Бистриця |
| 9.    | 84,19    | Адріан Аннус        | Угорщина | 10 серпня 2003  | Сомбатгей        |
| 10.   | 83,93    | Павел Файдек        | Польща   | 09 серпня 2015  | Щецин            |

### Жінки
Станом на липень 2021
| Місце | Відстань | Спортсменка       | Країна    | Дата            | Місце     |
| ----- | -------- | ----------------- | --------- | --------------- | --------- |
| 1.    | 82,98    | Аніта Влодарчик   | Польща    | 28 серпня 2016  | Варшава   |
| 2.    | 80,31    | Деанна Прайс      | США       | 26 червня 2021  | Юджин     |
| 3.    | 79,42    | Бетті Гайдлер     | Німеччина | 21 травня 2011  | Галле     |
| 4.    | 78,51    | Тетяна Лисенко    | Росія     | 05 липня 2012   | Чебоксари |
| 5.    | 78,18    | Брук Андерсен     | США       | 10 квітня 2021  | Вічита    |
| 6.    | 77,78    | Гвен Беррі        | США       | 08 червня 2018  | Хожув     |
| 7.    | 77,68    | Ван Чжен          | КНР       | 29 березня 2014 | Ченду     |
| 8.    | 77,33    | Чжан Веньсю       | КНР       | 28 вересня 2014 | Інчхон    |
| 9.    | 77,32    | Оксана Менькова   | Білорусь  | 29 червня 2008  | Мінськ    |
| 10.   | 77,26    | Гульфія Ханафєєва | Росія     | 12 червня 2006  | Тула      |